# Liber physiognomiae
Liber physiognomiae (с лат. — «Книга физиогномики»), также De secretis naturae, — трактат средневекового учёного, математика и философа Майкла Скота по физиогномике, являющийся последней книгой трилогии, известной как Liber introductorius (Книга введения). Liber physiognomiae состоит из трёх разделов, описывающих различные теории о деторождении, поколениях, толковании сновидений и собственно физиогномике.
Информация, содержащаяся в Liber physiognomiae, была получена в основном из арабских копий произведений Аристотеля и Псевдо-Аристотеля. Трактат был написан в начале XIII века для Фридриха II, — императора Священной Римской империи, а впервые опубликован в 1477 году. Liber physiognomiae был очень популярен и много раз переиздавался. Работа Скота оказала большое влияние на физиогномику и в значительной степени повлияла на её применение.

## История и источники
Liber physiognomiae является заключительной частью трилогии Майкла Скота «Книга введения» (лат. Liber introductorius). Трилогия также включает в себя «Книгу четырёх различий» (лат. Liber quatuor distinctionum) и «Книгу частностей» (лат. Liber particularis). Трактат был написан в начале XIII века и посвящён Фридриху II. Историк Д. Браун утверждал, что книга, скорее всего, была написана, а затем представлена императору Фридриху II в 1209 году по случаю его свадьбы с Констанцией Арагонской. Браун также добавляет: «Никакая дата не подходит так же хорошо, как 1209». Философ и теолог И. Резник утверждает, что трактат был написан, чтобы «император мог умело определять по внешнему виду надежных и мудрых советников».
В качестве источников Майклом использовались Толедские таблицы, комментарии к Шестодневу, труды Боэция, Августина, Исидора Севильского, Беды, Альхерио ди Клерво (Alcherio di Clairvaux), Гуго Сен-Викторского, Абеляра и Гильома Конхезия. Также в тексте есть небольшое количество ссылок на Аристотеля, Авиценну и Аверроэса. Из того, что было опубликовано до сих пор, до конца неясно, были ли Аристотель и Ибн Рушд непосредственно использованы, и если да, то в какой степени. Кажется вполне вероятным, что при написании Liber physiognomiae Скот использовал Аристотеля и Псевдо-Аристотеля. Вероятно, первый источник — арабский перевод «Истории животных». Второй — это Тайна тайн (араб. كتاب سر الأسرار‎), арабский текст, якобы написанное Аристотелем письмо к его ученику Александру Македонскому. Третий — Физиогномика, также приписываемая Аристотелю, но влияние её, по словам Ч. Хаскинса, «ограничено предисловием» Liber physiognomiae. Скот, вероятно, использовал оригинальную греческую версию Физиогномики, чтобы написать свою книгу. Историк Ч. Хаскинс утверждает, что в Liber physiognomiae имеются заимствования из Liber ad Almansorem Абу-Бакра, а вся книга «демонстрирует некоторое сходство» с текстами Тротулы. Также Скотом использовались Liber de coitu Константина Африканского и De nativitatibus Альбубатера. Из этих книг позаимствованы сведения о связи физических и интеллектуальных характеристик ребёнка как с положениями планет, так и с качеством семени и настроением родителей.

## Содержание
Liber physiognomiae, как следует из названия, касается физиогномики, то есть способов, которые позволяют судить о характере или личности человека по внешнему виду. Скот называл её «доктриной здоровья», поскольку она позволяет «выбирать хорошее и избегать плохое». Книга относительно короткая и содержит около шестидесяти страниц ин-октаво (in octavo — в восьмую долю листа). Трактат часто делят на около сотни разделов. Число разделов и принцип деления отличаются в разных изданиях.
Несмотря отсутствие заголовков в оригинальной рукописи, книга состоит из трех разделов. Первый из них касается концепций деторождения и поколений, трактуемых в соответствии с доктринами Аристотеля и Галена. Согласно Майклу Скоту, изучение развития эмбриона и новорожденных важно для понимания человеческого поведения. В разделе подчёркивается важность влияния звезд, затем изложение переходит к темам зачатия и рождения, а после автор исследует физиологические признаки беременности. В последних двух главах этого раздела рассказывается о животных. Предпоследняя глава фокусируется на отношении рода и видов, а в последней изложена система классификации животных.
Во втором разделе основное внимание уделяется физиогномике, рассматриваются различные части тела, которые указывают на «характер и способности» человека. Первые главы этой части написаны с медицинской точки зрения. В них сначала детализируются признаки «умеренного и здорового тела, переполнения плохих чувств и избытка крови, холеры, мокроты и меланхолии», затем автор переходит к рассмотрению отдельных частей тела. В нескольких последующих главах автор рассуждал о снах и толковании снов. Скот делил сны на истинные или ложные, говорящие о прошлом, настоящем или будущем; совершенно бессмысленные. В конце второй части автор поместил главы, посвященные предзнаменованиям.

Третий и последний раздел посвящён описанию различных частей человеческого тела. В нём автор объяснял, что характеристики этих частей могут выявить о характере данного человека. Последняя глава в этом разделе предупреждает потенциального физиономиста о том, чтобы не судить о человеке только по одной части тела, а «всегда стремиться к общему суждению, основанному на большинстве всех членов [человека]» . Это связано с тем, что другая часть, которая не рассматривалась, может легко противоречить выводам, сделанным без её учёта. Скот также утверждал, что физиогномист должен учитывать возраст, длительное пребывание человека в одном месте, чрезмерную мимику, случайные болезни, насилие, несчастные случаи, меняющие природные данные, и дефект одного из пяти чувств.
Глава 82 «О руках».
Руки мягкие, стройные и длинные, показывают человека хорошего интеллекта, но малой силы, легко пугающегося, мирного, обязательного, верного привычкам и эрудита.
Руки очень толстые и короткие показывают человека медленного ума, простого, тщеславного, лживого, сильного, трудолюбивого, верного, доверчивого и доброго.
Волосатые руки с толстыми волосами и изогнутыми пальцами показывают человека бессмысленного, тщеславного, лживого, слабого интеллекта,
и более простого, чем мудрого.
Руки с изогнутыми назад пальцами показывают человека свободного и обязательного, хорошей силы, прозорливого, мало завистливого, гневного, хорошего интеллекта и умеренно скрытного.

Руки с пальцами, жесткими на концах, показывают человека настойчивого, злобно корыстного, трудолюбивого, прозорливого, целеустремлённого, не склонного верить тому, что он слышит.Liber physiognomiae

## Публикации
Liber quatuor distinctionum и Liber particularis существуют в рукописях, но Liber physiognomiae была единственной напечатанной книгой из трилогии Liber introductorius. Первое издание вышло в 1477 году. Между этой датой и 1660 годом трактат был переиздан восемнадцать раз на многих языках. Исходя из популярности трактата, историк Рудольф Хирш назвал его одним из «бестселлеров» средневековья. Количество переизданий и его широкое обращение в значительной степени объясняется появлением печатного станка в 1440 году.
Liber physiognomiae часто издавали в одном кодексе с другими, тематически подобными текстами. Например, некоторые экземпляры книги Скота были объединены с работой псевдо Альбертуса Магнуса, озаглавленной «О секретах женщин» (лат. De secretis mulierum). Выдержки из Liber physiognomiae также появляются во многих ранних печатных версиях медицинского трактата Йоханнеса де Кетама Fasciculus Medicinae (хотя это не относится ко всем ранним экземплярам). Наконец, в 1515 году был опубликован сборник под названием Phisionomia Aristotellis, cum commanto Micaelis Scoti, в котором были представлены Liber physiognomiae, а также физиогномические работы Аристотеля и Бартоломео делла Рокка.

## Значение
По словам историка О. Воскобойникова, книга является «первым самостоятельным трактатом на тему физиогномики на средневековом Западе». Историк науки М. Портер писал, что Liber physiognomiae является «отчетливо аристотелевским» сборником медицинских «аспектов естественной философии».
Согласно М. Портеру, книга Liber physiognomiae оказалась востребована по разным причинам. Во-первых, Скот был автором закрепившихся формулировок. Эти новые формулировки и идеи, по словам Портера, «внесли некоторые фундаментальные изменения в структуру и природу физиогномического афоризма». Скот добавил дополнительные, новые значения для различных физических особенностей, сделав физиогномические признаки более сложными, многозначными. Во-вторых, Скот установил более сильную связь между физиогномикой и научными концепциями наследственности, эмбриологии и размножения. Согласно Портеру, причина таких новшеств в том, что книга была написана Скотом, чтобы помочь Фридриху II выбрать подходящую жену. В-третьих, физиогномика Скота была первым физиогномическим трудом, учитывавшим феномен запаха. По словам Портера, эта «тотализация» физиогномики, связывающая её с множеством предметов, таких как воспроизведение и восприятие чувств, была самым важным изменением в физиогномике в период между классической Грецией и Европой XV века.